# Léon Bon
Léon Bon est un homme politique né le 27 juillet 1875 à Bessèges (Gard) et décédé le 20 octobre 1965.

## Biographie
Représentant de commerce de profession, important dirigeant de la non moins importante fédération socialiste des Bouches-du-Rhône, il est élu sénateur socialiste SFIO du département en 1931, puis est réélu en 1939. Également conseiller général en 1924 et président du Conseil général des Bouches-du-Rhône en 1930, il entretient des relations difficiles avec le maire socialiste de Marseille, Henri Tasso.
Le 10 juillet 1940, il vote en faveur de la remise des pleins pouvoirs au Maréchal Pétain. Il ne retrouve pas de mandat parlementaire après la fin du conflit mondial.

## Sources
- « Léon Bon », dans le Dictionnaire des parlementaires français (1889-1940), sous la direction de Jean Jolly, PUF, 1960 [détail de l’édition]